# Marlon Humphrey
Marlon Humphrey (Estados Unidos, 8 de julio de 1996) es un atleta estadounidense especializado en la prueba de 110 m vallas, en la que consiguió ser subcampeón mundial juvenil en 2013.
Además, es un jugador de fútbol americano que juega en los Baltimore Ravens.

## Carrera deportiva
En el Campeonato Mundial Juvenil de Atletismo de 2013 ganó la medalla de plata en los 110 m vallas, con un tiempo de 13.24 segundos, tras el jamaicano Jaheel Hyde (oro con 13.13 segundos) y por delante del chino Lu Yang (bronce con 13.33 segundos).